# Khoratpithecus
Khoratpithecus je rod vyhynulých hominidů, žijících ve středním až svrchním miocénu (asi před 7 - 12,4 miliony let) na území dnešního Thajska a Barmy. Podle morfologie zubů a čelisti je velmi blízký moderním orangutanům, a to nejvíce ze všech dosud známých hominidů. Nálezy jsou ovšem zatím nedostatečné a zlomkovité. K potvrzení nebo vyvrácení příbuzenství s orangutany bude potřeba získat další, lépe dochované ostatky.
První nález byl v roce 2003 připsán rodu Lufengpithecus, známému z jižní Číny. Po zachycení dalších ostatků byly i starší nálezy přezkoumány a již v roce 2004 společně přiřazeny novému rodu Khoratpithecus.
Khoratpithecus byl velkým hominidem s váhou asi 35 - 40 kg. Měl zuby téměř shodné s dnešním orangutanem, s výrazně zvrásněnou plochou stoliček a silnou vrstvou skloviny. Na rozdíl od ostatních vyhynulých hominidů také postrádal na spodní čelisti úpon přední části dvojbříškatého svalu. To ukazuje, že Khoratpithecus měl stejně jako orangutani vyvinutý hrdelní resonanční vak, který mu pomáhal v hlasité komunikaci s ostatními jedinci.
Dosud nebyly nalezeny žádné zlomky postkraniální kostry, tudíž nelze nic říci o celkové stavbě těla a způsobu pohybu. Oproti rodům Sivapithecus a Lufengpithecus žil Khoratpithecus v hustém tropickém deštném lese a nikoliv v mozaikovitě zalesněné krajině suššího charakteru s výraznějšími sezónními výkyvy. Ačkoliv mu silná sklovina stoliček umožňovala pojídat i tužší stravu (ořechy, semena), převažovalo v jeho jídelníčku spíše měkké tropické ovoce.

## Druhy
V současnosti jsou známé celkem tři druhy:
- Khoratpithecus chiangmuanensis žil na konci středního miocénu (před 12,2 - 12,4 miliony let) na severu dnešního Thajska.[6] Kolekce asi 20 zubů byla objeven v uhelném dole na lokalitě Ban Sa v okrese Chiang Muan (provincie Phayao). Druh byl původně popsán jako Lufengpithecus chiangmuanensis.[7]
- Khoratpithecus ayeyarwadyensis byl popsán až v roce 2011. Zlomek spodní čelisti včetně zubů byl nalezen ve formaci Iravádí v centrální Barmě, ve vrstvách datovaných do doby před 8,8 - 10,4 miliony let.[8]
- Khoratpithecus piriyai je znám z období svrchního miocénu (před 7 - 9 miliony let) z území dnešního Thajska. Zlomek spodní čelisti byl nalezen v jedné z pískovně okresu Chaloem Phra Kiat v provincii Nakhon Ratčasima, které se zkráceně říká Khorat.[9]